# Deux idylles
Deux idylles, op. 44, est un recueil de mélodies pour chant et piano d'Albert Roussel, composé en 1931 sur des idylles de Théocrite et Moschos traduites par Leconte de Lisle.

## Présentation

### Textes
Les textes des idylles, très brefs, sont de Théocrite et de Moschos, traduits par Leconte de Lisle : 

« Une cruelle abeille piqua une fois Éros qui volait le rayon de miel d'une ruche et elle le piqua au bout des doigts.
Éros souffrit, et il souffla sur ses doigts, frappa du pied, sauta, et montrant à Aphrodite sa blessure, se plaignit que l'abeille, une si petite bête, fît de telles blessures.
Et la mère rit : N'es-tu pas semblable aux abeilles ? Tu es petit, mais quelles profondes blessures ne fais-tu pas ? »

### Mélodies
Albert Roussel compose ses Deux idylles du mois de mai au mois d'octobre 1931 :
1. « Le kérioklepte » [le voleur de miel] — Allegro comodo ( = 152) en la mineur, à 
 — dédié à Mme Régine de Lormoy ;
2. « Pan aimait Ékhô » — Allegro moderato ( = 126) en ut majeur, à 
 — dédié à Mme Yvonne Brothier.

Les manuscrits sont respectivement datés des 5 mai 1931 et 16 octobre 1931 et la partition est publiée la même année par Durand.
L'ensemble porte le numéro d'opus 44 et, dans le catalogue des œuvres du compositeur établi par la musicologue Nicole Labelle, le numéro L 56.

## Création
Les Deux idylles sont créés en audition privée le 19 mai 1931 à la tour Eiffel, au 56e concert de l'Européen, festival Albert Roussel, par Régine de Lormoy et le compositeur au piano.
La première audition publique est donnée par la même cantatrice, accompagnée par Arthur Hoérée (son époux) au piano, lors d'un concert de la Société nationale de musique, le 5 mars 1932, dans la salle du Conservatoire de Paris.

## Analyse

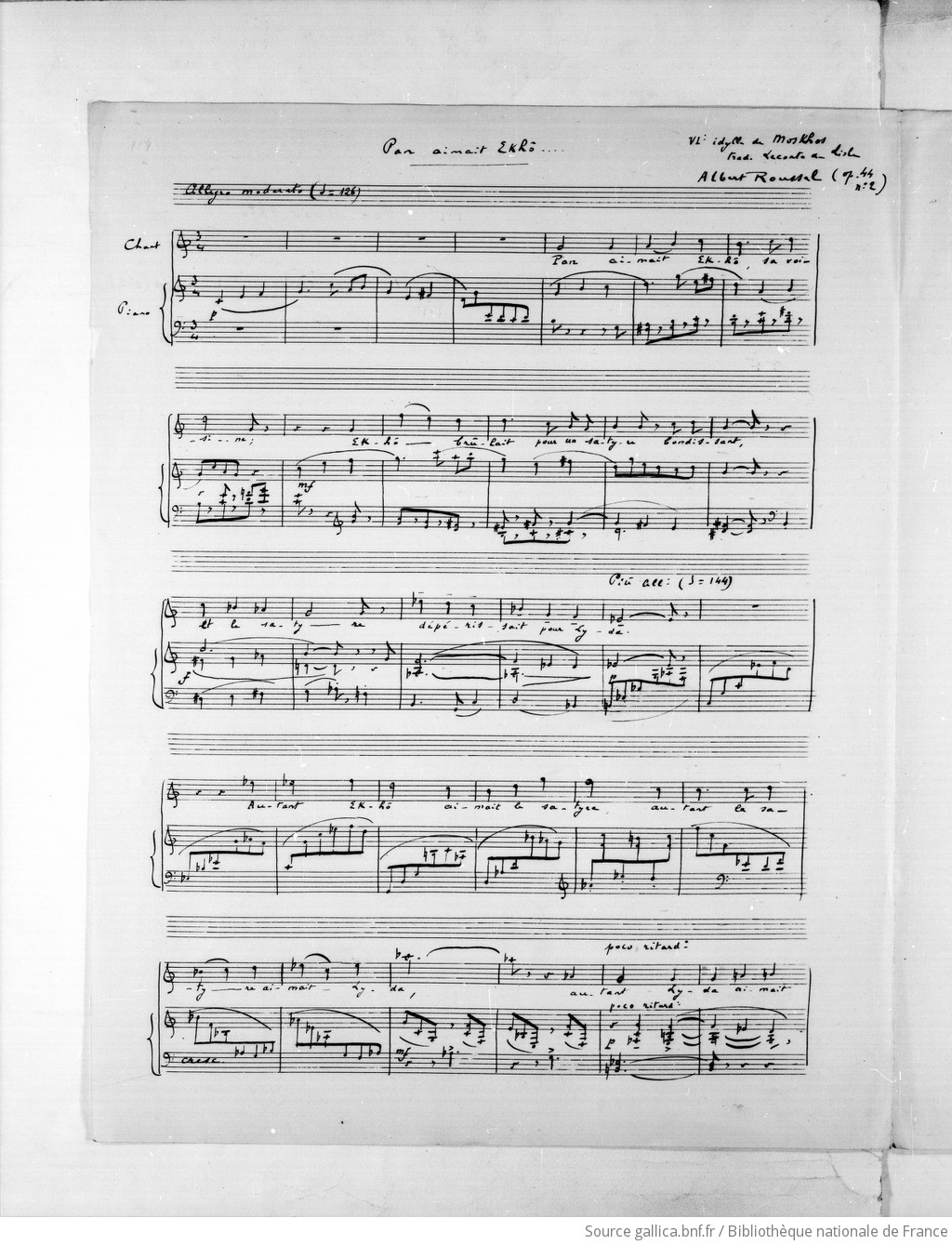
Première page du manuscrit autographe de Pan aimait Ékhô.

Guy Sacre lit dans ce cycle de mélodies « encore les ravages de l'amour, mais sur le mode de la distance ».
Pour Gilles Cantagrel, ces Deux idylles, par « la thématique, la source littéraire et le traitement musical, [...] constituent un peu une coda aux Odes anacréontiques ».
Damien Top juge qu'elles exposent « avec délice une veine plus malicieuse mais non moins spirituelle » et souligne que la première « nous tance d'une aimable leçon de morale ». Cantagrel la présente comme une « scène théâtrale en miniature », avec « son récit presque anguleux dans son hellénisme naïf », son accompagnement « tout en pointes d'épingles, à l'image des piqûres du poème », et « l'ironie du musicien » ; scène qui s'achève « en suspens, concise, émouvante ». 
Pour Top, le fugato de la deuxième mélodie « illustre [...] la ronde des amours insatisfaits  », exposée ainsi par Cantagrel : « Pan aime la nymphe Ekhô, qui aime un satyre, lequel aime Lyda qui n'a d'yeux que pour Pan ; mais le cercle ne tourne pas en sens inverse ». Le musicologue admire la « ligne mélodique très pure – on l'a rapprochée du Socrate de Satie ».
La durée moyenne d'exécution de l’ensemble est de trois minutes environ.

## Discographie
- Albert Roussel : les mélodies (intégrale) — Marie Devellereau (soprano), Yann Beuron (ténor), Laurent Naouri (baryton), Billy Eidi (piano), Timpani 2C2064 (2001).
- Albert Roussel Edition (CD 9) — Mady Mesplé (soprano), Dalton Baldwin (piano), Erato 0190295489168 (2019)[8].

### Ouvrages généraux
- Gilles Cantagrel, « Albert Roussel », dans Brigitte François-Sappey et Gilles Cantagrel (dir.), Guide de la mélodie et du lied, Paris, Fayard, coll. « Les Indispensables de la musique », 1994, 916 p. (ISBN 2-213-59210-1), p. 571-577.

### Monographies
- Lucie Kayas, « Catalogue des œuvres », dans École normale de musique de Paris, Jean Austin (dir.), Albert Roussel, Paris, Actes Sud, 1987, 125 p. (ISBN 2-86943-102-3), p. 46–95.
- Nicole Labelle, Catalogue raisonné de l'œuvre d'Albert Roussel, Louvain-la-Neuve, Département d'archéologie et d'histoire de l'art, Collège Érasme, coll. « Publications d'histoire de l'art et d'archéologie de l'Université catholique de Louvain » (no 78), 1992, 159 p.
- Damien Top, Albert Roussel : Un marin musicien, Biarritz, Séguier, coll. « Carré Musique », 2000, 170 p. (ISBN 2-84049-194-X).
- Damien Top, Albert Roussel, Paris, Bleu nuit éditeur, coll. « Horizons » (no 53), 2016, 176 p. (ISBN 978-2-35884-062-0).